# Тиберкуль (посёлок)
Тиберку́ль — посёлок в Курагинском районе Красноярского края. Входит в состав Черемшанского сельсовета.

## География
Посёлок находится в центральной части района, на северном берегу озера Тиберкуль, на расстоянии примерно 87 км (по прямой) к востоку от посёлка Курагино, административного центра района.

### Климат
Климат резко континентальный с холодной зимой и жарким летом, суровый, с большими годовыми и суточными амплитудами температуры. Среднегодовая температура воздуха — 1,5 °С. Зима суровая и продолжительная. Морозы доходит до —40°С. Лето теплое, продолжается свыше двух месяцев. Безморозный период длится 106 дней; дней с температурой 5 °С и более — 129. Средне-годовая температура колеблется от 0 °С до —1 °С. Продолжительность безморозного периода от 105 дней до 97 дней. Количество осадков 320—500 мм. Максимум осадков приходится на лето.

## Население
| 2010 |
| ---- |
| 14   |

## Инфраструктура
В посёлке имеется база отдыха.